# Manas-Bastanous
Manas-Bastanous é uma comuna francesa na região administrativa de Occitânia, no departamento de Gers. Estende-se por uma área de 7,54 km². Em 2010 a comuna tinha 86 habitantes (densidade: 11,4 hab./km²).